# کرائن
کرائن (به لاتین: Krin) یک منطقهٔ مسکونی در بلغارستان است که در شهرستان کاردژالی واقع شده‌است.